# Chrysothallus
Chrysothallus is een geslacht van schimmels uit de familie Hyaloscyphaceae. Volgens Index Fungorum is dit geslacht niet (meer) geaccepteerd.

## Soorten
Volgens Index Fungorum telt het geslacht 12 soorten (peildatum maart 2022):
| Soortnaam                      | Auteur(s) | Publicatiejaar |
| ------------------------------ | --------- | -------------- |
| Chrysothallus auritae          | Velen.    | 1947           |
| Chrysothallus capreae          | Velen.    | 1947           |
| Chrysothallus copiosus         | Velen.    | 1934           |
| Chrysothallus ebuli            | Velen.    | 1939           |
| Chrysothallus ludmilae         | Velen.    | 1947           |
| Chrysothallus minimus          | Velen.    | 1939           |
| Chrysothallus mirabilis        | Velen.    | 1947           |
| Chrysothallus perpusillus      | Velen.    | 1934           |
| Chrysothallus pezizellaeformis | Velen.    | 1934           |
| Chrysothallus pinaceus         | Velen.    | 1934           |
| Chrysothallus pini             | Velen.    | 1934           |
| Chrysothallus tapesioides      | Velen.    | 1934           |